# Fondo de Dotación del Consejo Internacional de los Museos
El Fondo de Dotación del Consejo Internacional de Museos se fundó en París en el año 2013 y proporcionó apoyo financiero y operacional a la organización hasta diciembre de 2018. Las actividades del Fondo de Dotación del ICOM (ICOM Fondo) estaban dirigidas a: el ensalzamiento del valor social de los museos, la innovación en museos, la preservación del patrimonio y la aplicación de medidas que reduzcan los riesgos, el refuerzo de habilidades y la capacitación profesional. Además de las actividades del Consejo Internacional de los Museos, tales como publicaciones, exposiciones, cursos de formación, el Fondo también respaldó el European Museum Forum, The Best in Heritage y al Premio del museo europeo del año. El director era Björn Stenvers.